# کائوا ریموند
کائوا ریموند (انگلیسی: Cauã Reymond؛ زادهٔ ۲۰ مهٔ ۱۹۸۰) یک هنرپیشه اهل برزیل است.